# Прахатице
Прахатице (устар. Прахатицы, чеш. Prachatice [ˈpraxacɪtsɛ], бывш. нем. Prachatitz) — город на юге Чешской Республики, в 40 км к западу от Ческе-Будеёвице. Является муниципалитетом с расширенными полномочиями и административным центром района Прахатице Южночешского края. Население — 11 744 человека.

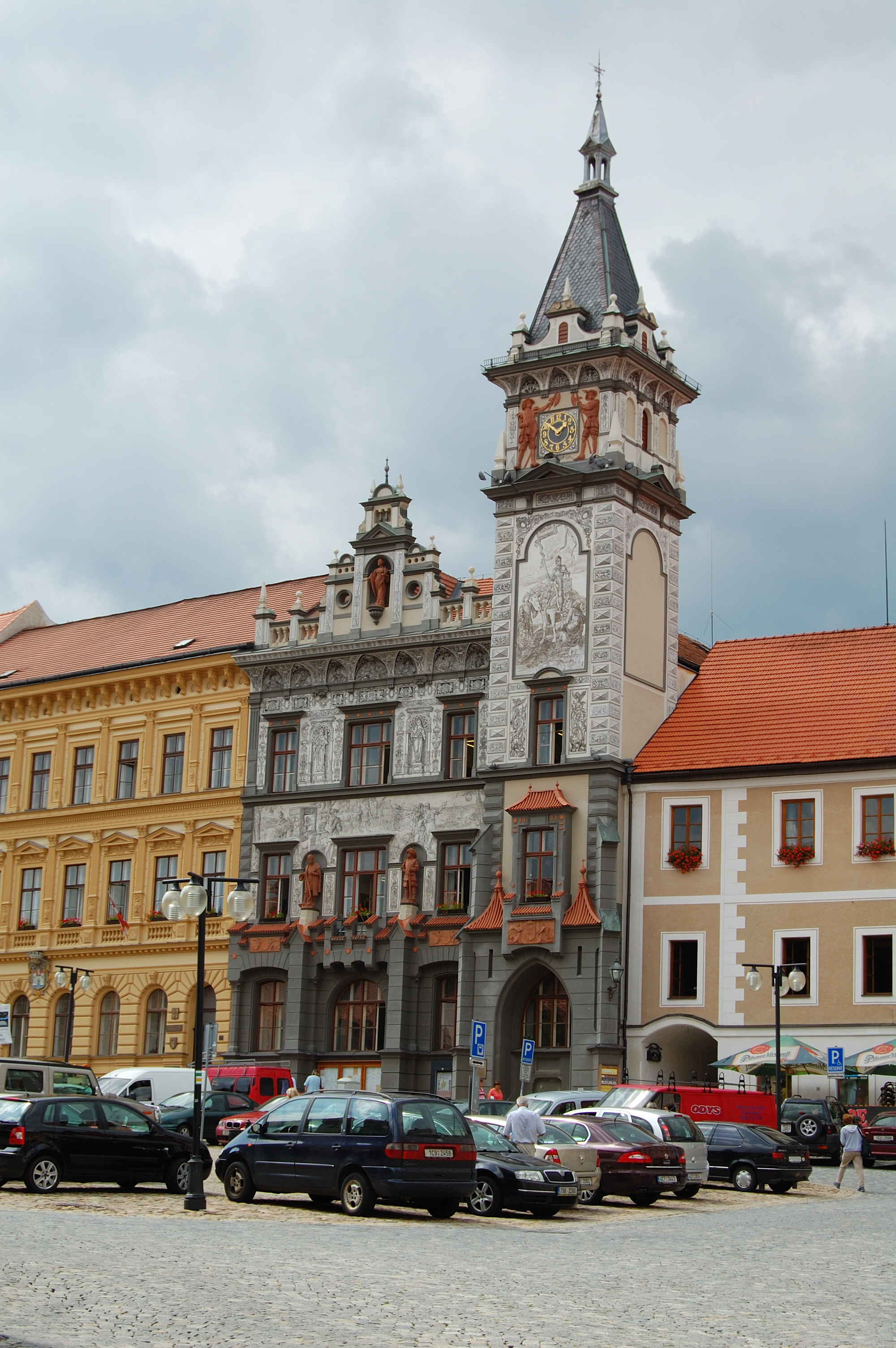
Старая ратуша

## История
Поселение на перекрёстке торговых путей, одним из которых был «Золотой путь», по которому везли соль из Баварии в Чехию, возникло, вероятно, в XI веке. Во второй половине XIII века Прахатице становится городом. В XVI веке город переживает расцвет: строится ратуша, городские укрепления, перестраивается готическая церковь XIV века.

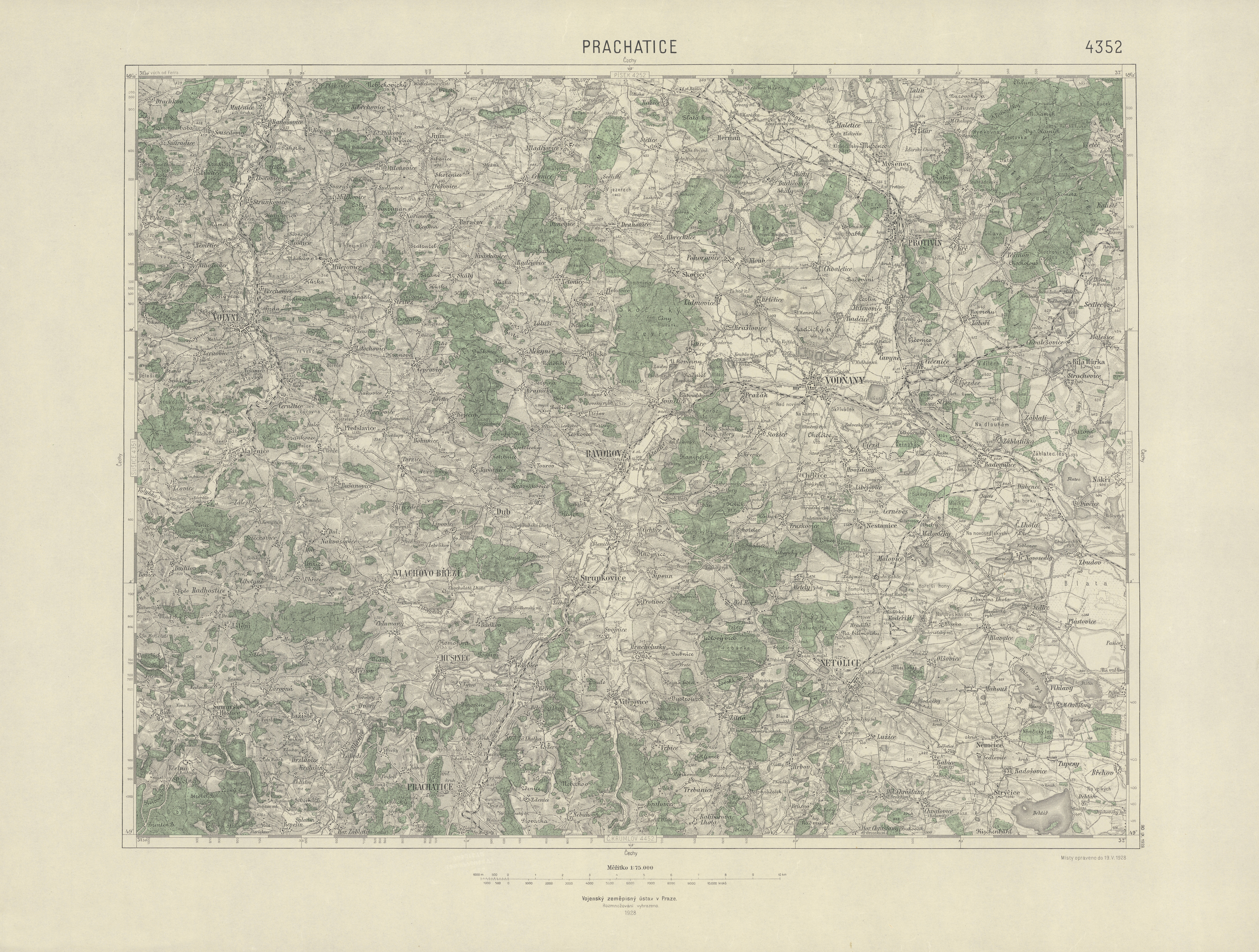
Топографическая карта окрестностей города Прахатице, 1928 г.

После Мюнхенского сговора 1938 года как часть Судетской области отошёл к Третьему рейху. После войны вернулся в состав Чехословакии. С 1981 года исторический центр города находится под охраной государства.

## Достопримечательности
- Новая ратуша, неоренессанс (1903)
- Старая ратуша со стенной живописью (1570—1571)
- Костёл Святого Иакова Старшего
- Старинные дома со средневековой архитектурой

## Население
| Год  | Численность | Численность |
| ---- | ----------- | ----------- |
| 1869 | 4911        | [ 5 ]       |
| 1880 | 5682        | [ 5 ]       |
| 1890 | 5363        | [ 5 ]       |
| 1900 | 5573        | [ 5 ]       |
| 1910 | 5779        | [ 5 ]       |
| 1921 | 5482        | [ 5 ]       |
| 1930 | 5926        | [ 5 ]       |
| 1950 | 5130        | [ 5 ]       |
| 1961 | 5381        | [ 5 ]       |
| 1970 | 7100        | [ 5 ]       |
| 1980 | 10 354      | [ 5 ]       |
| 1991 | 11 805      | [ 5 ]       |
| 2001 | 11 843      | [ 5 ]       |
| 2014 | 11 189      | [ 6 ]       |
| 2016 | 11 055      | [ 7 ]       |
| 2017 | 10 943      | [ 8 ]       |
| 2018 | 10 917      | [ 9 ]       |
| 2019 | 10 874      | [ 10 ]      |
| 2020 | 10 840      | [ 11 ]      |
| 2021 | 10 706      | [ 12 ]      |
| 2022 | 10 588      | [ 13 ]      |
| 2023 | 11 211      | [ 14 ]      |
| 2024 | 11 250      | [ 3 ]       |

Из 11 744 жителей (конец 2009 года) 5 694 (48,48 %) — мужчины, 6 050 (51,52 %) — женщины.
До окончания Второй мировой войны большую часть населения составляли немцы.

## Города-побратимы
- Вальдкирхен, Германия
- Грайнет, Германия
- Зволен, Словакия[15]
- Импрунета, Италия
- Кастрокаро-Терме-е-Терра-дель-Соле, Италия
- Маутхаузен, Австрия
- Рогачёв, Беларусь
- Шпиц, Швейцария

.